# Еойн Генд
Еойн Генд (англ. Eoin Hand, нар. 30 березня 1946, Дублін) — ірландський футболіст, що грав на позиції захисника. По завершенні ігрової кар'єри — тренер.
Виступав, зокрема за «Портсмут», а також національну збірну Ірландії.

## Клубна кар'єра
Вихованець футбольного клубу «Стеллі Маріс», втім на дорослому рівні дебютував за «Драмкондру». У віці 17 років відправився до Англії у клуб «Свіндон Таун», втім там не закріпився і повернувся на батьківщину, де грав за «Дандолк» та «Шелбурн», втім також не зміг закріпитись у командах і стати основним зміг лише у «Драмкондрі».
У жовтні 1968 року за 8 тис. фунтів перейшов в англійський «Портсмут», де бу основним гравцем протягом восьми сезонів у Другому англійському дивізіоні, покинувши клуб наприкінці сезону 1975/76 років.
Далі після короткого періоду виступів в Південній Африці Генд став гравцем «Шемрок Роверс», однак після дев'яти ігор він повернувся до «Портсмута». Втім цього разу основним гравцем не був, а його клуб вилетів з третього до четвертого дивізіону.
Завершив професійну кар'єру футболіста виступами за команду «Лімерик Юнайтед», де був граючим тренером.

## Виступи за збірну
1969 року дебютував в офіційних матчах у складі національної збірної Ірландії. Протягом кар'єри у національній команді, яка тривала 7 років, провів у формі головної команди країни 20 матчів, забивши 2 голи.

## Кар'єра тренера

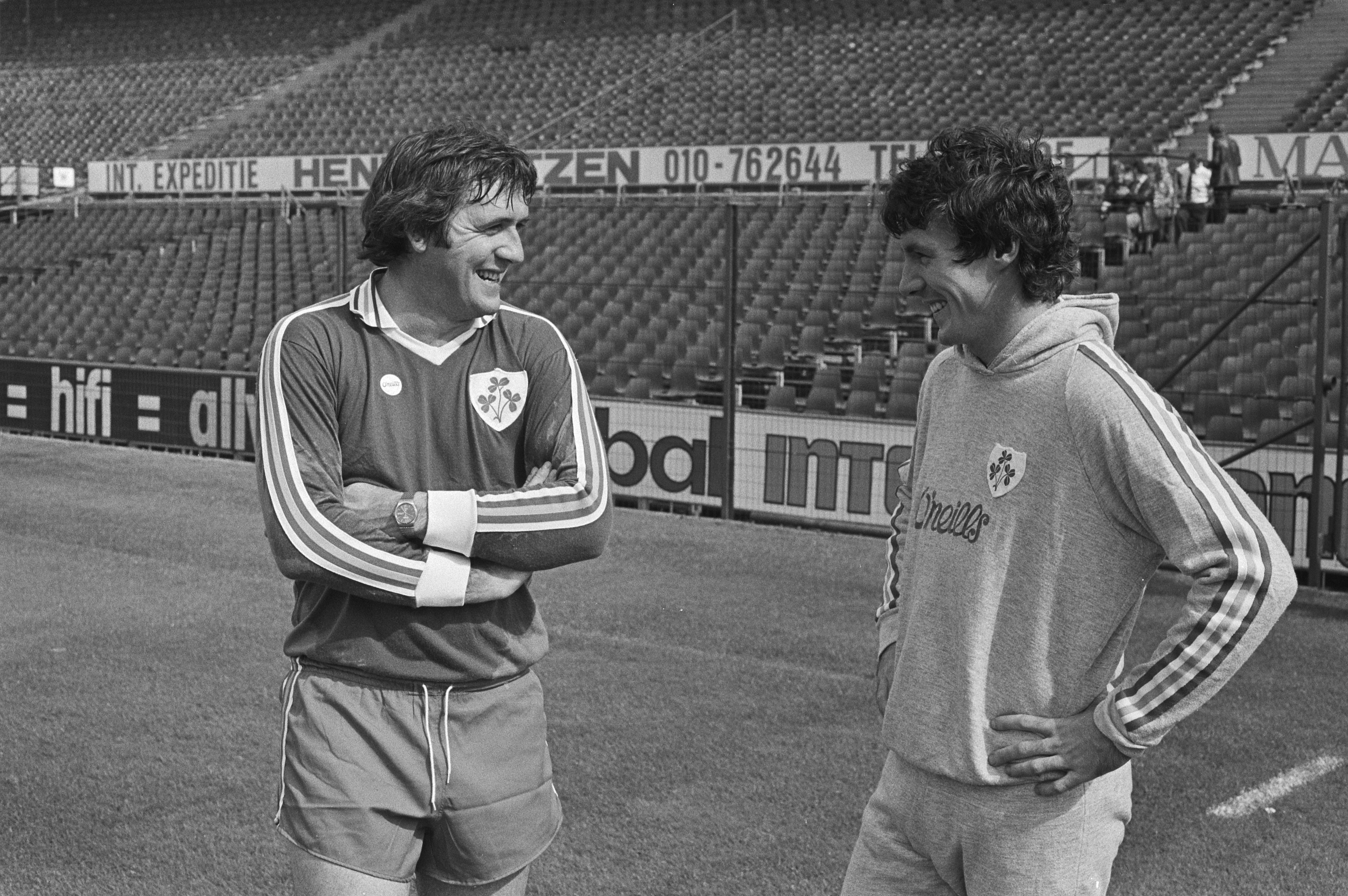
Еойн Генд як тренер збірної Ірландії зі своїм підопічним Френком Степлтоном. 1981 рік.

1979 року Генд став граючим тренером клубу «Лімерик Юнайтед», з яким в першому ж сезоні став чемпіоном Ірландії. Завдяки цьому успіху того ж 1980 року Генду запропонувала очолити збірну Ірландії. В подальшому тренер суміщав роботу, вигравши з «Лімериком» Кубок Ірландії в 1982 році, втім наступного року вирішив зосередитись виключно на роботі зі збірною. Щоправда вивести збірну на жоден з великих турнірів Еойн так і не зумів.
Під час першої кваліфікаційної кампанії на чемпіонат світу 1982 року ірландці набрали однакову кількість очок із Збірною Франції і не пройшли на «мундіаль» лише через гіршу різницю забитих і пропущених голів. Втім надалі результати лише погіршувались — спочатку Ірландія стала третьою у групі відбору на Євро-1984, значно відставши від лідерів іспанців і нідерландців, а потім і взагалі четвертою у відбірковій групі на чемпіонат світу 1986 року, після чого Генд був звільнений з посади. При цьому під час останньої відбіркової кампанії Генд паралельно тренував клуб «Сент-Патрікс Атлетік».
Згодом ірландець недовго тренував саудівський «Аль-Таавун» (Бурайда), а потім протягом 1988—1992 років очолював тренерський штаб англійського клубу «Гаддерсфілд Таун».
Останнім місцем тренерської роботи був клуб «Шелбурн», головним тренером команди якого Еойн Генд був з 1993 по 1994 рік, а в подальшому фахівець став працювати у структурі Федерації футболу Ірландії.

## Титули і досягнення
- Чемпіон Ірландії (1):

«Шелбурн»: 1979/80
- Володар Кубка Ірландії (1):

«Шелбурн»: 1981/82